# Калюжная, Мария Павловна
Мария Павловна Калюжная (19 января 1944, Курячовка, Ворошиловградская область — 15 мая 2021, Рубежное, Луганская область) — советский хозяйственный, государственный и политический деятель, Герой Социалистического Труда.

## Биография
Родилась в 1944 году. Член КПСС, украинка.
Окончила Ворошиловградский машиностроительный институт. С 1969 года — на хозяйственной, общественной и политической работе. В 1969—1990 гг. — штукатур-маляр, бригадир штукатуров специализированного управления «Отделстрой» комбината «Ворошиловградхимстрой» Министерства строительства предприятий тяжелой индустрии Украинской ССР, Ворошиловградская область.
Указом Президиума Верховного Совета СССР от 19 марта 1981 года присвоено звание Героя Социалистического Труда с вручением ордена Ленина и золотой медали «Серп и Молот». За существенное повышение эффективности и качества строительных работ на основе комплексной механизации, эффективного использования техники и передового опыта была удостоена Государственной премии СССР за выдающиеся достижения в труде в 1977 году.
Избиралась депутатом Верховного Совета СССР 8-го, 9-го, 10-го, 11-го созывов. Жила в городе Рубежное Луганской области (Украина). Умерла 15 мая 2021 года.